# Уильямс, Джон (рефери)
Джон Уи́льямс (англ. John Williams) — валлийский бывший профессиональный снукерный рефери.

## Биография и карьера
Уильямс родился в валлийском городе Рексхэм. Он получил хорошее образование и устроился работать на сталелитейном заводе. Джону предлагали начать карьеру профессионального футболиста в английском клубе Болтон Уондерерс, однако он отказался из-за того, что не смог совмещать график своей основной работы с играми клуба.
После примерно 20 лет работы на сталелитейном заводе Джон Уильямс уволился и стал сотрудником министерства по делам занятости. В то же время он регулярно выступал за команду по крикету, состоящую из работников государственных служб Рексхэма.
Уильямс начал карьеру снукерного рефери в начале 1960-х, но только в 1981 получил статус профессионального рефери. Он был одним из ведущих представителей этой профессии в снукере — с 1976 по 2002 года Джон 7 раз судил финальные матчи чемпионатов мира, включая такие известные, как финалы турниров 1985, 1994 и 2002 годов. Также он был главным рефери на турнире Pot Black в 1980-х и судил матч чемпионата мира 1983 года, в котором Клифф Торбурн сделал максимальный брейк. А в 1973-м, также на мировом первенстве, Уильямс, бывший рефери четвертьфинального матча между Алексом Хиггинсом и Фредом Дэвисом, стал свидетелем того, как дождь прервал игру. Хотя матч в целом не освещался по телевидению, операторы Granada Television успели снять этот уникальный случай. Впоследствии это принесло известность Уильямсу.
Джон завершил свою карьеру в 2002, после финала очередного чемпионата мира.